# 프랭크 자파
프랭크 빈센트 자파(영어: Frank Vincent Zappa, 1940년 12월 21일~1993년 12월 4일)는 미국의 음악가, 작곡가, 밴드 리더였다. 30년 이상의 경력을 쌓은 자파는 록, 팝, 재즈, 재즈 퓨전, 오케스트라, 구체 음악 작품을 작곡했으며, 밴드 마더스 오브 인벤션와 솔로 아티스트로서 발표한 60여 장의 음반도 거의 모두 제작했다. 그의 작품은 부적합, 즉흥 사운드 실험, 음악적 기교, 미국 문화 풍자로 특징지어진다. 자파는 장편 영화와 뮤직 비디오를 감독하고 음반 커버를 디자인하기도 했다. 그는 동시대에서 가장 혁신적이고 스타일적으로 다양한 뮤지션 중 한 명으로 꼽힌다.

## 생애
1940년 12월 21일 미국 메릴랜드주 볼티모어에서 태어났다. 본명은 프랭크 빈센트 자파이다. 12살때 생일 선물로 스네어 드럼을 받으면서 음악 연주를 시작했다. 어린 나이에 이고르 스트라빈스키, 에드가 바레즈, 안톤 베베른 등 현대음악을 접했다.
고등학교에서 밴드 활동을 하고 영화, 연극 등에도 관심을 가졌다. 기타 슬림, 클래런스 "게이트마우스" 브라운, 자니 기타 왓슨, 맷 머피 등 블루스 기타 연주자들의 영향을 많이 받았다. 24세에 마더스 오브 인벤션의 전신인 소울 자이언트에서 연주하기 시작했다. 독특한 음악 때문에 자파가 마약을 한다고 생각하는 사람이 있지만, 약물을 자주 복용한다는 이유로 기타리스트 로웰 조지를 해고하는 등 자파는 마약에 철저히 반대했다. 1993년 12월 4일 전립선 암으로 죽었다.
음반기획사 스트레이트는 자파가 설립했다. 유명 기타 연주자인 스티브 바이는 자파의 채보자, 후에는 기타 연주자로 일하면서 얼굴을 처음 알렸다. 드럼 연주자 테리 바지오, 키보드 연주자 조지 듀크도 자파와 일하면서 유명해졌다.
〈Valley Girl〉에서 들을 수 있는 14살 소녀는 자파의 딸 문 유닛 자파이다. 아들로 기타 연주자 드위질 자파가 있다.

## 연주
자파의 독주는 보통 마이너 펜타토닉과 블루스 스케일을 중심으로 했다. 〈Shut Up `N Play Yer Guitar〉등의 곡에서 들을 수 있듯 틈틈이 믹솔리디안 모드도 사용했다. 초기에는 프리지안 모드, 얼터드 스케일, 멜로딕 헝가리안 마이너 등도 사용한 바 있다. 지미 헨드릭스의 〈Purple Haze〉또는 레드 제플린의 〈Stairway to Heaven〉등 다른 음악가의 유명곡을 독특하게 편곡하여 원곡과 전혀 동 떨어진 연주를 하기도 했다.

## 악기
다음은 자파가 시대별로 주로 사용한 기타이다.
- 70년대 초반 - 깁슨 SG.
- 70년대 중반 - 23프렛의 깁슨 SG카피(핸드메 이드)를 주로 사용했다.
- 80년대 초 - 플로이드 로즈와 디마지오 픽업을 내장한 커스텀 스트라토캐스터.

## 음반
프랭크 자파의 음반 목록은 매우 복잡하다. 음악적 성격도 다르지만 사후에 계속 음원이 발굴되어 음반화하고 있으며 스튜디오 앨범에 없는 곡들이 라이브 앨범으로 공개되는 경우도 많으므로 어떤 것을 정규 앨범으로 볼 것인지 애매한 경우가 많다. 1988년의 음반들은 그의 음악 인생을 집대성하는 라이브라 특히 중요하다. 종종 컴필레이션이나 라이브가 스튜디오 앨범보다 중요한 경우가 있다. 아래에 대략의 시기적으로 구분을 하였으나 이 구분이 정확하다고 주장할 수는 없다.

### 1961~1965: pre-Mothers
- - The Lost Episodes (February 1996) (컴필레이션, 아방가르드, 데뷔 이전의 녹음들과 기타 곡들 모음. 주로 60년대이나 후기 곡들도 있음)
  - Mystery Disc (September 1998) (컴필레이션, 아방가르드, 63-72)
- Joe's XMASage (December 21 2005) (사후 발매, 1965년 녹음)

### 1964~1969: original Mothers
- Freak Out! (June 27 1966), US #130 (데뷔 앨범)
  - Joe's Corsage (May 30 2004) (64-65, Freak Out!의 데모에 가까운 앨범)
  - The Making Of Freak Out! Project/Object (December 5 2006) (Freak Out!의 메이킹 앨범. 4CD/2CD)
- Absolutely Free (May 26 1967), US #41
- We're Only in It for the Money (January 1968), US #30 (자켓에서 비틀즈의 《Sgt. Pepper's Lonely Heart Club Band》를 조롱한 음반이다. 재밌게도 《Sgt. Pepper's Lonely Heart Club Band》는 자파의 《Freak Out!》 음반에서 영감을 받기도 했다.)
  - Ahead of Their Time (March 1993) (라이브, 1968년 녹음)
- Cruising with Ruben & the Jets (December 2 1968), US #110
  - Mothermania: The Best of the Mothers (March 1969) (Mothers of Invention의 베스트)
- Uncle Meat (April 1969), US #43 (아방가르드)
- Burnt Weeny Sandwich (February 1970), US #94 (오리지널 마더스 음원)
  - Weasels Ripped My Flesh (August 10 1970), US #189 (67-69년 사이 녹음)
  - You Can't Do That on Stage Anymore, Vol. 5 (July 1992) (라이브, CD1 60년대, CD2 1982년 녹음)

### 1969~1971: Flo and Eddie Mothers
- Hot Rats (October 1969), US #173 (솔로 앨범, 퓨전 재즈)
- Chunga's Revenge (October 1970), US #119
  - Playground Psychotics (October 1992) (라이브, 1971년 이전 녹음)
  - Fillmore East - June 1971 (August 1971), US #38 (라이브)
  - Just Another Band from L.A. (March 1972), US #85 (라이브, 1971년 녹음)
- 200 Motels (October 1971), US #59 (아방가르드)

### 1972 빅 밴드
- Waka/Jawaka (July 1972), US #152 (퓨전 재즈)
- The Grand Wazoo (November 1972) (퓨전 재즈)
  - Imaginary Diseases  (January 13 2006) (라이브, 1972년 녹음)
  - Wazoo (October 30 2007) (라이브, 1972년 녹음)
- Joe's Domage (October 1 2004) (사후 발매, 1972년 녹음)

### 1973~1975: Mothers 3기
- Over-Nite Sensation (September 1973), US #32
- Apostrophe (') (March 1974), US #10
  - The Dub Room Special (August 24 2007) (라이브, 74년과 81년의 녹음)
  - Roxy & Elsewhere (September 1974), US #27 (라이브)
  - You Can't Do That on Stage Anymore, Vol. 2 (October 1988) (라이브, 1974년 녹음)
- One Size Fits All (June 1975), US #26

### 1976~1978: 테리 바지오/브라이언 오헤언/애드리언 블루...
- - Bongo Fury (October 1975), US #66 (라이브, 캡틴 비프하트와의 협연)
  - FZ:OZ (August 16 2002) (라이브, 1976년 녹음)
- Zoot Allures (October 1976), US #71 (그래미 최우수 록 연주부문에서 수상했다.)
- Läther (September 1996) (사후 발매, 잡동사니 성격의 대작 프로젝트 앨범)
  - Zappa in New York (March 1978), US #57 (라이브, 1976년 녹음)
  - Studio Tan (September 1978), US #147
  - Sleep Dirt (January 1979), US #175 (퓨전 재즈, 1976년 이전 녹음)
  - Orchestral Favorites (May 1979), US #168 (아방가르드, 1975년 녹음, 이상 네장의 음반은 Läther에 포함되는 것이었으나 워너 브라더스가 임의로 나누어 70년대에 발매하였음)
- - Baby Snakes (March 1983) (라이브, 1977년 녹음)
  - Halloween (February 4 2003) (라이브, 1978년 녹음)
  - QuAUDIOPHILIAc (September 14 2004) (사후 발매, 주로 75-78년에 4채널로 녹음한 것 모음)
  - Frank Zappa Plays the Music of Frank Zappa: A Memorial Tribute (October 1996) (컴필레이션, 74-79, 자파 스스로 선정한 최고의 트랙 3선)

### 1979~1980: 아이크 윌리스/아서 배로우/토미 마르스...
- Sheik Yerbouti (March 1979), US #21 (1978년 이전 녹음)
  - Tinseltown Rebellion (May 11 1981), US #66 (라이브, 1980년 이전 녹음)
  - Shut Up 'n Play Yer Guitar (May 1981) (라이브, 1980년 이전 녹음, 기타 솔로 모음)
- Joe's Garage (September 1979), US #27 (아방가르드, 락 오페라)
  - One Shot Deal (June 13 2008) (라이브, 70년대 여러 녹음 섞임)
  - Buffalo (April 1 2007) (라이브, 1980년 녹음)

### 1981~1984: 스티브 바이/레이 화이트/채드 웨커맨...
- You Are What You Is (September 1981), US #93
- Ship Arriving Too Late to Save a Drowning Witch (May 1982), US #23
- The Man from Utopia (March 1983), US #153
- Them or Us (October 18 1984)
- Thing-Fish (November 1984) (락 오페라)
  - Guitar (April 1988) (라이브, 1984년 이전 녹음, 기타 솔로 모음)
  - Does Humor Belong in Music? (January 1986) (라이브, 1984년 이전 녹음)
  - You Can't Do That on Stage Anymore, Vol. 3 (November 1989) (라이브, CD1 1984년 녹음, CD2 시대가 섞임)
  - You Can't Do That on Stage Anymore, Vol. 1 (May 1988) (라이브, 84년 이전 녹음, 시대가 완전히 섞임)
- Frank Zappa Meets the Mothers of Prevention (November 211985), US #153
  - Have I Offended Someone? (April 1997) (컴필레이션, 73-85, 사회적 물의를 일으키거나 공격적인 곡 모음)
- Jazz from Hell (November 1986) (아방가르드, 연주곡 모음)
  - You Can't Do That on Stage Anymore, Vol. 4 (June 14 1991) (라이브, 시대가 섞임, 주로 80년대 곡들)

### 1988년: 집대성 라이브
- - Broadway the Hard Way (October 14 1988) (라이브, 퓨전 재즈)
  - The Best Band You Never Heard in Your Life (April 1991) (라이브, 1988년 녹음, 1988년 공연 실황을 녹음한 음반이다. 타 음악가의 곡을 포함한 파격적인 선곡과 연주로 유명하다.)
  - Make a Jazz Noise Here (June 1991) (라이브, 퓨전 재즈, 1988년 녹음, 연주곡)
  - You Can't Do That on Stage Anymore, Vol. 6 (July 1992) (라이브, 1988년 이전 녹음)
  - Trance-Fusion (October 24 2006) (라이브, 1988년 곡 위주의 연주곡)
  - Strictly Commercial (August 1995) (베스트, 88년 이전 곡 위주의 하드락)

### 현대음악 계열
- Lumpy Gravy (May 1968), US #159 (솔로 앨범, 아방가르드)
- Orchestral Favorites (May 1979), US #168
- London Symphony Orchestra, Vol. 1 (June 1983) (아방가르드)
- London Symphony Orchestra, Vol. 2 (September 17 1987) (아방가르드, 1983년 녹음)
  - Boulez Conducts Zappa: The Perfect Stranger (August 1984) (아방가르드, 피에르 불레즈의 편곡)
- Francesco Zappa (November 1984) (아방가르드)
- The Yellow Shark (with Ensemble Modern) (November 1993), US #2 (Classical Crossover Chart) (아방가르드, 1992년 녹음)
  - Everything Is Healing Nicely (December 1999) (Yellow Shark의 리허설 앨범, 1991년 녹음)
- Civilization, Phaze III (December 1994) (사후 앨범, 아방가르드, 1992년 이전 녹음)
  - Strictly Genteel (May 1997) (컴필레이션, 아방가르드 트랙 모음)

### 컴필레이션 + 부틀랙
- - The Frank Zappa AAAFNRAA Birthday Bundle (December 15 2006 (iTunes exclusive) (라이브, 여러 시기 섞임)
  - Beat the Boots (July 1991), 8 discs (boxed or separate):
    - As an Am (recorded 1981 – 1982)
    - The Ark (recorded 1969)
    - Freaks & Motherfu*#@%! (recorded 1970)
    - Unmitigated Audacity (recorded 1974)
    - Anyway the Wind Blows (2 discs) (recorded 1979)
    - 'Tis the Season to Be Jelly (recorded 1967)
    - Saarbrucken 1978 (recorded 1978)
    - Piquantique (recorded 1973)

  - Beat the Boots II (June 1992), 8 discs (boxed only):
    - Disconnected Synapses (recorded 1970)
    - Tengo Na Minchia Tanta (recorded 1970)
    - Electric Aunt Jemima (recorded 1968)
    - At the Circus (recorded 1978)
    - Swiss Cheese/Fire! (2 discs) (recorded 1971)
    - Our Man in Nirvana (recorded 1968)
    - Conceptual Continuity (recorded 1976)

## 책
- 1989년 - 《The Real Frank Zappa Book》, 포세이돈 출판사

자파가 직접 쓴 자서전이다.

## 인용
| “ | 비틀즈에서 브라이언 윌슨에 이르기까지 천재로 인식된 모든 사람이 경계의 시선으로 프랭크 자파를 진정한 천재로 인식했다. | ” |
|   | — 앨리스 쿠퍼 |   |

## 기념
- 2007년 독일 베를린에 프랭크 자파 길이 생겼다. 마르차안 지역에 있으며, 원래 이름은 제13도로였다.
- 출생지 볼티모어에서 동상이 세워지고, 출생일이 기념일로 지정되었다.